# Juliusz Chrząstowski
Juliusz Dawid Chrząstowski (ur. 17 czerwca 1973 w Świdnicy) – polski aktor teatralny i filmowy.

## Życiorys
Absolwent II Liceum Ogólnokształcącego w Świdnicy
Aktor Narodowego Starego Teatru im. Heleny Modrzejewskiej w Krakowie.
Absolwent PWST we Wrocławiu, Wydział Aktorski, dyplom uzyskując w 1996 roku. Debiutował w Kasi z Heillbronu w reż. Jerzego Jarockiego w Teatrze Polskim we Wrocławiu w 1995 roku.
Występował w teatrach:
- Teatr im. Adama Mickiewicza w Częstochowie (1996–1997)
- Teatr Studyjny '83 w Łodzi (1997–1998)
- Teatr Nowy w Łodzi (1998–2003)
- Stary Teatr w Krakowie (od 2003)
- Teatr Nowy w Krakowie (od 2016)

Instruktor teatralny, twórca Grupy Teatralnej o Szesnastej działającej w Nowym Targu. Koordynator projektu „Alchemia Teatralna” przy Świdnickim Ośrodku Kultury w Świdnicy. Wykładowca w „Dramastudio – Krakowskim Studio Teatralnym”.
Od 2019 prodziekan Wydziału Aktorskiego Krakowskiej Akademii im. Andrzeja Frycza Modrzewskiego.

## Filmografia
- 1996: Wyspa na ulicy Ptasiej − policjant żydowski
- 1998: Amok − bandzior
- 2001: Małopole czyli świat −  „Większy”
- 2002: Wolny przejazd − Marcin
- 2004: Karol. Człowiek, który został papieżem − żołnierz ukraiński
- 2006: Jan Paweł II − Jerzy
- 2007: Pitbull − Stanisław Wierszyn „Rymek” (odc. 16)
- 2007: Fala zbrodni – (odc.82) (nie występuje w napisach)[4]
- 2008: Jak żyć? − policjant
- 2009: Enen − policjant
- 2009: Teraz albo nigdy! − policjant (odc. 27)
- 2010: Różyczka
- 2010: Latający Cyprian − ksiądz
- 2011: Pokój − Robert
- 2011: Czas honoru − niemiecki lekarz (odc. 47 i 48)
- 2012: Kiedy ranne wstają zorze − Lizus
- 2013: Głęboka woda − pan Zdzisław
- 2014: Prawo Agaty − Nowak
- 2015: Disco polo − ojciec
- 2017: Fanatyk – wędkarz Władek
- 2018:  Twarz jako lekarz ZUS
- 2019:  Boże Ciało jako policjant

## Role teatralne
- Gospodarz – „Wesele” reż. Maja Kleczewska[5]
- Gospodarz - ,,Wesele" reż. Jan Klata
- Thomas Stockmann – „Wróg ludu” reż. Jan Klata
- Geralt - "Wiedźmin. Turbolechita" reż. Piotr Sieklucki
- Orcio – „Nie-boska komedia. Wszystko powiem Bogu!” reż. Monika Strzępka
- Ram – „Towiańczycy” reż. Wiktor Rubin
- Pierwszy Mężczyzna – „Iluzje” reż. Iwan Wyrypajew
- Czepiec – „Wesele” reż. Andrzej Seweryn (teatr radiowy)
- Chrzciciel – „Pan Tadeusz” reż. Mikołaj Grabowski
- Razumow – „Koprofagi” reż. Jan Klata
- Churchill – „Awantura warszawska” reż. Michał Zadara
- Sobiński – „Być albo nie być” reż. Milan Peschel
- Zagłoba – „Trylogia” reż. Jan Klata
- Podrygałow – „Wesele hrabiego Orgaza” reż. Jan Klata
- Pijakiewicz – „Pijacy” reż. Barbara Wysocka
- Poseł Parysów – „Odprawa posłów greckich” reż. Michał Zadara
- Casti Piani – „Lulu” reż. Michał Borczuch
- Sołtys – „Klątwa” reż. Barbara Wysocka
- Podsrocki – „Transatlantyk” reż. Mikołaj Grabowski
- Eurybates – „Ifigenia” reż. Michał Zadara
- Królik – „Królik, królik” reż. Eugeniusz Korin
- Harry – „Sie kochamy” reż. Jerzy Schejbal
- Mefistofeles – „Faust” reż. Zdzisław Jaskuła
- Marczuk – „Prorok Ilja” reż. Mikołaj Grabowski
- Jerg – „Beztlenowce” reż. Łukasz Kos
- Fiodor – „Kadisz” reż. Remigiusz Brzyk
- Major – „Sen pluskwy” reż. Kazimierz Dejmek
- Hrabia Almaviva – „Wesele Figara” reż. Ondrej Spisak
- Mężczyzna – „Opera mydlana” reż. Jan Bratkowski
- „Sto lat kabaretów w Krakowie” reż. Krzysztof Materna
- Tomek – „Wielebni” reż. Jerzy Stuhr
- Samotnik – „Wyzwolenie” reż. Mikołaj Grabowski
- Mężczyzna – „Łoże” reż. Jan Peszek
- Lenox – „Makbet” reż. Andrzej Wajda
- Branecki – „Ksiądz Marek” reż. Michał Zadara
- Walt Essex – „Trzy stygmaty Palmera Eldritcha” reż. Jan Klata
- Broniewski – „Bitwa Warszawska 1920” reż. Monika Strzępka
- Warwick – „Edward II” reż. Anna Augustynowicz

## Nagrody
- 2007 – 32 Opolskie Konfrontacje Teatralne Klasyka polska 2007 nagroda aktorska za role Poseł Parysów/ Rotmistrz [w] Odprawa posłów greckich J. Kochanowskiego, reż. M. Zadara
- 2010 – V Ogólnopolski Konkurs na Inscenizację Dawnych Dzieł Literatury Europejskiej - wyróżnienie aktorskie za rolę Pijakiewicza w Pijakach F. Bohomolca w reż. B. Wysockiej
- 2010 – 50. Kaliskie Spotkania Teatralne - Nagroda aktorska za rolę Onufrego Zagłoby w przedstawieniu Trylogia w reż. Jana Klaty z Narodowego Starego Teatru im. Heleny Modrzejewskiej w Krakowie
- 2014 – 54. Kaliskie Spotkania Teatralne - NAGRODA AKTORSKA za rolę Broniewskiego, spektakl „Bitwa Warszawska 1920” reż. Monika Strzępka
- 2015 – brązowy Medal „Zasłużony Kulturze Gloria Artis” nadany przez Ministra Kultury i Dziedzictwa Narodowego
- 2015 – Nagroda miesięcznika „TEATR” za najlepszą rolę męską w sezonie 2014/15 za rolę Orcia w „Nie-boskiej komedii. Wszystko powiem Bogu” w reż. Moniki Strzępki
- 2023 – Nagroda im. Romany Bobrowskiej przyznana przez Radio Kraków za wybitne osiągnięcia w sztuce radiowej[6]